# Hyacinthe de Partz
Hyacinthe Emmanuel Marie de Partz de Courtray (Geraardsbergen, 10 februari 1763 - Brussel, 24 mei 1833) was een Zuid-Nederlandse edelman.

## Geschiedenis
- In 1730 werd Charles de Partz raadsheer en rekwestmeester bij de Grote Raad van Mechelen, een ambt dat opname in de erfelijke adel met zich meebracht.
- In 1768 werd door keizerin Maria Theresia de titel markies de Partz-Devenisch toegekend aan Leopold de Partz, oudste zoon van Jean-Paul de Partz, heer van Buzerthem en van markiezin Marguerite de Devenisch.

## Hyacinthe de Partz
Hyacinthe de Partz, heer van Gysperre bij Kortrijk, van Gruyte, Ogierlande, Puttenberg, Castanieboom, Gits, Waver, Menenbroek, Streten, Langerode, Coutenbroeck en Gallane, lid van de Provinciale Staten van Zuid-Brabant, was een zoon van Emmanuel de Partz, bekend als burggraaf van Kortrijk, en van Marie-Antoinette de Partz. Charles de Partz (voornoemd) was zijn grootvader.
In 1822 werd hij onder het Verenigd Koninkrijk der Nederlanden erkend in de erfelijke adel, met de titel burggraaf van Kortrijk, overdraagbaar bij eerstgeboorte.
Hij trouwde in 1785 met Jeanne de Roest d'Alkemade (1763-1825). Naast twee dochters, hadden ze twee zoons:
- Jacques Jérôme Hubert de Partz (1791-1862), burggraaf van Kortrijk, voorzitter van de Commissie voor de eervolle gunsten. Hij trouwde met Marie-Charlotte Etienne (1822-1891). Ze hadden zes kinderen, maar geen verdere afstammelingen.
- Jacques Théodore de Partz (1796-1868) trouwde met Augustine de Ferrare de Reppeau (1837-1871). Ze hadden zes kinderen, onder wie Emile en Théodore de Partz. Hoewel zij afstammelingen hadden, is de familie in mannelijke lijn uitgedoofd in 1977.